# 平均运动
平均运动，{\displaystyle n\,\!}是表征一颗卫星绕其椭圆轨道运行速度的物理量。除了轨道是正圆形外，平均运动都是一个平均值，并不能反映出即时的角速率。
在卫星轨道参数中，平均运动的单位一般为“周期/天”。

## 计算公式
{\displaystyle n={\sqrt {\frac {G(M\!+\!m)}{a^{3}}}}\,\!}
其中
- {\displaystyle G\!}为引力常量。
- {\displaystyle M\!}及{\displaystyle m\!}为绕行天体的质量。
- {\displaystyle a\!}为半长轴。

## 相关公式
{\displaystyle n={\frac {2\pi }{P}}={\frac {360}{P}}}
平均运动也可以用弧度或角度表达。其中P为绕行周期。
或
{\displaystyle n={\frac {M_{1}-M_{0}}{t}}}
其中M1 和 M0 为在特定位置时一段时间t的平近点角。M0常常表示“某历元的平近点角”，t为该历元已经经历的时间。